# 페테르저빌
페테르저빌 또는 페테르테터릴(Taterillus petteri)은 쥐과에 속하는 저빌의 일종이다. 부르키나 파소와 말리, 니제르에서 발견된다. 자연 서식지는 건조 사바나 지대와 아열대 또는 열대 기후 지역의 건조 관목 지대, 농경지, 농촌 지역이다.